# ألف برويسن
ألف برويسن (بالنرويجية: Alf Prøysen) كان مؤلفًا نرويجيًا وشاعرًا وكاتبًا مسرحيًا وكاتب أغاني وموسيقيًا. (ولد يوم 23 يوليو من العام 1914) كان برويسن واحد من أهم الشخصيات الثقافية النرويجية في النصف الثاني من القرن العشرين. وقدم مساهمات كبيرة في الأدب والموسيقى والتلفزيون والإذاعة. من أشهر رواياته السيدة ملعقة التي تم تحويلها مسلسل رسوم متحركة ياباني.

## السيرة
ساهم برويسن في العديد من المجالات الفنية: منه إذاعة الأطفال والقصص القصيرة والمسرح والموسيقى.

## الحياة الشخصية
تزوج من إلس ستورهوغ (1916-2015) في عام 1948. كان عندهم طفلان، ابنة وهي إلين جولي وابن وهو ألف كتيل. توفي ألف برويسن من السرطان في سن 56. وقد دفن في فر فرلسرس غرفلوند (Vår Frelsers gravlund) في أوسلو.

## روابط خارجية
- ألف برويسن على موقع IMDb (الإنجليزية)
- ألف برويسن على موقع الموسوعة البريطانية (الإنجليزية)
- ألف برويسن على موقع ميوزك برينز (الإنجليزية)
- ألف برويسن على موقع ديسكوغز (الإنجليزية)
- ألف برويسن على موقع قاعدة بيانات الفيلم (الإنجليزية)